# Wereldkampioenschap superbike van Monza 2001
Het wereldkampioenschap superbike van Monza 2001 was de vijfde ronde van het wereldkampioenschap superbike en de vierde ronde van het wereldkampioenschap Supersport 2001. De races werden verreden op 13 mei 2001 op het Autodromo Nazionale Monza nabij Monza, Italië.

## Superbike

### Race 1
| Pos | Nr  | Rijder               | Constructeur | Rondes | Tijd           | Grid | Punten |
| --- | --- | -------------------- | ------------ | ------ | -------------- | ---- | ------ |
| 1   | 21  | Troy Bayliss         | Ducati       | 18     | 32:55.293      | 1    | 25     |
| 2   | 1   | Colin Edwards        | Honda        | 18     | +0.066         | 5    | 20     |
| 3   | 5   | Akira Yanagawa       | Kawasaki     | 18     | +16.559        | 3    | 16     |
| 4   | 6   | Gregorio Lavilla     | Kawasaki     | 18     | +16.623        | 12   | 13     |
| 5   | 55  | Régis Laconi         | Aprilia      | 18     | +16.800        | 10   | 11     |
| 6   | 24  | Stéphane Chambon     | Suzuki       | 18     | +33.870        | 15   | 10     |
| 7   | 22  | Lucio Pedercini      | Ducati       | 18     | +45.666        | 14   | 9      |
| 8   | 35  | Giovanni Bussei      | Ducati       | 18     | +49.191        | 18   | 8      |
| 9   | 46  | Mauro Sanchini       | Ducati       | 18     | +49.252        | 20   | 7      |
| 10  | 20  | Marco Borciani       | Ducati       | 18     | +52.204        | 16   | 6      |
| 11  | 27  | Bertrand Stey        | Honda        | 18     | +53.590        | 23   | 5      |
| 12  | 39  | Alessandro Gramigni  | Yamaha       | 18     | +1:01.097      | 24   | 4      |
| 13  | 7   | Juan Borja           | Yamaha       | 18     | +1:06.563      | 22   | 3      |
| 14  | 4   | Pierfrancesco Chili  | Suzuki       | 18     | +1:07.595      | 9    | 2      |
| 15  | 41  | Ludovic Holon        | Kawasaki     | 18     | +1:28.200      | 28   | 1      |
| 16  | 58  | Luca Pasini          | Ducati       | 18     | +1:52.042      | 30   |        |
| DNF | 31  | Michele Malatesta    | Kawasaki     | 17     | Uitgevallen    | 25   |        |
| DNF | 51  | Martin Craggill      | Ducati       | 17     | Uitgevallen    | 26   |        |
| DNF | 11  | Rubén Xaus           | Ducati       | 15     | Ongeluk        | 8    |        |
| DNF | 100 | Neil Hodgson         | Ducati       | 15     | Uitgevallen    | 2    |        |
| DNF | 30  | Alessandro Antonello | Aprilia      | 9      | Uitgevallen    | 7    |        |
| DNF | 29  | Shuya Arai           | Honda        | 8      | Uitgevallen    | 32   |        |
| DNF | 23  | Jiří Mrkývka         | Ducati       | 7      | Uitgevallen    | 31   |        |
| DNF | 113 | Paolo Blora          | Ducati       | 6      | Uitgevallen    | 21   |        |
| DNF | 52  | James Toseland       | Ducati       | 4      | Schade ongeluk | 13   |        |
| DNF | 8   | Tadayuki Okada       | Honda        | 3      | Ongeluk        | 11   |        |
| DNF | 3   | Troy Corser          | Aprilia      | 2      | Ongeluk        | 6    |        |
| DNF | 155 | Ben Bostrom          | Ducati       | 1      | Ongeluk        | 4    |        |
| DNF | 99  | Steve Martin         | Ducati       | 0      | Ongeluk        | 19   |        |
| DNF | 33  | Robert Ulm           | Ducati       | 0      | Ongeluk        | 17   |        |
| DNS | 57  | Serafino Foti        | Ducati       | 0      | Niet gestart   | 28   |        |
| DNS | 36  | Broc Parkes          | Ducati       | 0      | Niet gestart   |      |        |

### Race 2
| Pos | Nr  | Rijder               | Constructeur | Rondes | Tijd         | Grid | Punten |
| --- | --- | -------------------- | ------------ | ------ | ------------ | ---- | ------ |
| 1   | 21  | Troy Bayliss         | Ducati       | 18     | 32:57.108    | 1    | 25     |
| 2   | 1   | Colin Edwards        | Honda        | 18     | +3.310       | 5    | 20     |
| 3   | 5   | Akira Yanagawa       | Kawasaki     | 18     | +8.374       | 3    | 16     |
| 4   | 8   | Tadayuki Okada       | Honda        | 18     | +8.597       | 11   | 13     |
| 5   | 4   | Pierfrancesco Chili  | Suzuki       | 18     | +9.186       | 9    | 11     |
| 6   | 11  | Rubén Xaus           | Ducati       | 18     | +18.322      | 8    | 10     |
| 7   | 100 | Neil Hodgson         | Ducati       | 18     | +19.590      | 2    | 9      |
| 8   | 55  | Régis Laconi         | Aprilia      | 18     | +20.331      | 10   | 8      |
| 9   | 24  | Stéphane Chambon     | Suzuki       | 18     | +34.515      | 15   | 7      |
| 10  | 39  | Alessandro Gramigni  | Yamaha       | 18     | +43.389      | 24   | 6      |
| 11  | 35  | Giovanni Bussei      | Ducati       | 18     | +46.833      | 18   | 5      |
| 12  | 33  | Robert Ulm           | Ducati       | 18     | +49.212      | 17   | 4      |
| 13  | 22  | Lucio Pedercini      | Ducati       | 18     | +52.838      | 14   | 3      |
| 14  | 99  | Steve Martin         | Ducati       | 18     | +55.190      | 19   | 2      |
| 15  | 46  | Mauro Sanchini       | Ducati       | 18     | +55.544      | 20   | 1      |
| 16  | 7   | Juan Borja           | Yamaha       | 18     | +1:14.365    | 22   |        |
| 17  | 41  | Ludovic Holon        | Kawasaki     | 18     | +1:34.477    | 28   |        |
| 18  | 58  | Luca Pasini          | Ducati       | 15     | +3 ronden    | 30   |        |
| DNF | 51  | Martin Craggill      | Ducati       | 17     | Uitgevallen  | 26   |        |
| DNF | 3   | Troy Corser          | Aprilia      | 11     | Uitgevallen  | 6    |        |
| DNF | 27  | Bertrand Stey        | Honda        | 10     | Uitgevallen  | 23   |        |
| DNF | 6   | Gregorio Lavilla     | Kawasaki     | 6      | Ongeluk      | 12   |        |
| DNF | 31  | Michele Malatesta    | Kawasaki     | 6      | Uitgevallen  | 25   |        |
| DNF | 30  | Alessandro Antonello | Aprilia      | 4      | Uitgevallen  | 7    |        |
| DNF | 113 | Paolo Blora          | Ducati       | 4      | Ongeluk      | 21   |        |
| DNF | 29  | Shuya Arai           | Honda        | 4      | Uitgevallen  | 32   |        |
| DNF | 20  | Marco Borciani       | Ducati       | 2      | Uitgevallen  | 16   |        |
| DNF | 23  | Jiří Mrkývka         | Ducati       | 1      | Uitgevallen  | 31   |        |
| DNF | 52  | James Toseland       | Ducati       | 0      | Ongeluk      | 13   |        |
| DNS | 155 | Ben Bostrom          | Ducati       | 0      | Niet gestart | 4    |        |
| DNS | 57  | Serafino Foti        | Ducati       | 0      | Niet gestart | 28   |        |
| DNS | 36  | Broc Parkes          | Ducati       | 0      | Niet gestart |      |        |

## Supersport
| Pos | Nr | Rijder                | Constructeur | Rondes | Tijd         | Grid | Punten |
| --- | -- | --------------------- | ------------ | ------ | ------------ | ---- | ------ |
| 1   | 69 | James Whitham         | Yamaha       | 16     | 30:45.850    | 4    | 25     |
| 2   | 2  | Paolo Casoli          | Yamaha       | 16     | +0.278       | 5    | 20     |
| 3   | 5  | Karl Muggeridge       | Suzuki       | 16     | +0.579       | 7    | 16     |
| 4   | 8  | Andrew Pitt           | Kawasaki     | 16     | +0.644       | 14   | 13     |
| 5   | 6  | Iain MacPherson       | Kawasaki     | 16     | +0.780       | 10   | 11     |
| 6   | 1  | Jörg Teuchert         | Yamaha       | 16     | +0.842       | 18   | 10     |
| 7   | 22 | Vittoriano Guareschi  | Ducati       | 16     | +1.604       | 1    | 9      |
| 8   | 9  | Fabrizio Pirovano     | Suzuki       | 16     | +2.807       | 8    | 8      |
| 9   | 12 | Piergiorgio Bontempi  | Yamaha       | 16     | +7.696       | 12   | 7      |
| 10  | 42 | Alessio Corradi       | Yamaha       | 16     | +8.150       | 9    | 6      |
| 11  | 18 | Cristiano Migliorati  | Honda        | 16     | +13.700      | 15   | 5      |
| 12  | 14 | Christophe Cogan      | Yamaha       | 16     | +15.322      | 20   | 4      |
| 13  | 37 | Katsuaki Fujiwara     | Suzuki       | 16     | +15.850      | 6    | 3      |
| 14  | 11 | Kevin Curtain         | Honda        | 16     | +23.462      | 24   | 2      |
| 15  | 28 | Sébastien Le Grelle   | Honda        | 16     | +23.642      | 25   | 1      |
| 16  | 31 | Vittorio Iannuzzo     | Suzuki       | 16     | +25.806      | 13   |        |
| 17  | 17 | Ivan Clementi         | Yamaha       | 16     | +25.890      | 23   |        |
| 18  | 16 | Christer Lindholm     | Yamaha       | 16     | +36.379      | 19   |        |
| 19  | 24 | Adam Fergusson        | Honda        | 16     | +37.780      | 32   |        |
| 20  | 63 | Toshiyuki Hamaguchi   | Ducati       | 16     | +42.237      | 27   |        |
| 21  | 73 | Alessandro Pizzagalli | Yamaha       | 16     | +45.222      | 26   |        |
| 22  | 40 | Shannon Johnson       | Honda        | 16     | +50.810      | 34   |        |
| 23  | 19 | Agustín Escobar       | Yamaha       | 16     | +50.940      | 33   |        |
| NC  | 21 | Chris Vermeulen       | Honda        | 9      | +7 ronden    | 28   |        |
| DNF | 99 | Fabien Foret          | Honda        | 13     | Uitgevallen  | 3    |        |
| DNF | 4  | Christian Kellner     | Yamaha       | 12     | Ongeluk      | 11   |        |
| DNF | 43 | Gianfranco Guareschi  | Suzuki       | 10     | Uitgevallen  | 29   |        |
| DNF | 15 | Werner Daemen         | Yamaha       | 8      | Uitgevallen  | 16   |        |
| DNF | 7  | Pere Riba             | Honda        | 5      | Uitgevallen  | 2    |        |
| DNF | 25 | Markus Barth          | Honda        | 3      | Uitgevallen  | 21   |        |
| DNF | 23 | Dean Thomas           | Ducati       | 2      | Uitgevallen  | 22   |        |
| DNF | 71 | Davide Bulega         | Yamaha       | 1      | Uitgevallen  | 30   |        |
| DNF | 35 | Stefano Cruciani      | Yamaha       | 1      | Uitgevallen  | 17   |        |
| DNS | 44 | Antonio Carlacci      | Ducati       | 0      | Niet gestart | 31   |        |
| DNS | 65 | Jan Hanson            | Yamaha       | 0      | Niet gestart |      |        |

## Tussenstanden na wedstrijd

### Superbike
| Pos | Nr  | Rijder         | Team     | Punten |
| --- | --- | -------------- | -------- | ------ |
| 1   | 21  | Troy Bayliss   | Ducati   | 150    |
| 2   | 3   | Troy Corser    | Aprilia  | 122    |
| 3   | 1   | Colin Edwards  | Honda    | 120    |
| 4   | 5   | Akira Yanagawa | Kawasaki | 79     |
| 5   | 155 | Ben Bostrom    | Ducati   | 74     |

### Supersport
| Pos | Nr | Rijder        | Team     | Punten |
| --- | -- | ------------- | -------- | ------ |
| 1   | 2  | Paolo Casoli  | Yamaha   | 58     |
| 2   | 8  | Andrew Pitt   | Kawasaki | 50     |
| 3   | 7  | Pere Riba     | Honda    | 49     |
| 4   | 11 | Kevin Curtain | Honda    | 48     |
| 5   | 1  | Jörg Teuchert | Yamaha   | 38     |

1990 · 1992 · 1993 · 1995 · 1996 · 1997 · 1998 · 1999 · 2000 · 2001 · 2002 · 2003 · 2004 · 2005 · 2006 · 2007 · 2008 · 2009 · 2010 · 2011 · 2012 · 2013